# Бротнё (футбольный клуб)
«Бротнё» ― футбольный клуб из Боснии и Герцеговины, базируется в городе Читлук, клуб был основан в 1955 году и в настоящее время играет во Второй лиге Боснии и Герцеговины, третьем по силе дивизионе страны.
Клуб принимает гостей на стадионе «Баре», вмещающем 8 000 зрителей. Главным достижением клуба считается победа в Чемпионате Боснии и Герцеговины в 2000 году, что позволило ему принять участие в розыгрыше Лиги Чемпионов 2000/01.

## Достижения
- Чемпион Боснии и Герцеговины (1): 2000.
- Серебряный призёр Чемпионата Боснии и Герцеговины (1): 2001
- Бронзовый призёр Чемпионата Боснии и Герцеговины (1): 2002

## Европейские соревнования
Клуб принимал участие в Лиге чемпионов УЕФА, Кубке УЕФА, Кубке Интертото.
| Турнир              | Матчи | Поб. | Н | Пор. | ГЗ | ГП |
| ------------------- | ----- | ---- | - | ---- | -- | -- |
| Лига чемпионов УЕФА | 2     | 1    | - | 1    | 3  | 4  |
| Кубок УЕФА          | 2     | -    | 1 | 1    | 1  | 2  |
| Кубок Интертото     | 2     | 1    | - | 1    | 2  | 8  |